# Geotrogus vorax
Geotrogus vorax är en skalbaggsart som beskrevs av Sylvain Auguste de Marseul 1878. Geotrogus vorax ingår i släktet Geotrogus och familjen Melolonthidae. Inga underarter finns listade i Catalogue of Life.